# Американська кулінарна федерація
Американська кулінарна федерація  (АКФ) була створена у 1929 році та є найбільшою організацією професійних шеф-кухарів у Північній Америці.
АКФ, котра є результатом об'єднання концепцій трьох Нью-Йоркських асоціацій шеф-кухарів, налічує понад 22 000 учасників у 230 відділах по всіх Сполучених Штатах, і відома як  авторитетний фахівець з кулінарії в Америці. Його завдання полягає в тому, щоб досягти позитивних змін для кулінарів освітнім, навчальним та сертифікаційним шляхами, одночасно створюючи всюди братерські зв'язки поваги та цілісності серед кухарів. Одним із вирішальних історичних моментів АКФ залишається очолена нею в 1976 році ініціатива, котра призвела до вдосконалення поняття шеф-кухаря від вітчизняного до професійного. АКФ є членом Всесвітньої асоціації шеф-кухарів.

## Кулінарні змагання
Кулінарні змагання є істотною та прогресивною галуззю Американської кулінарної федерації. Деякі змагання  є поодинокими та відбуваються у відділах АКФ. Тоді як інші студентські та професійні змагання, що охоплюють індивідуальні та командні конкурси, беруть участь у жорсткому атестаційному процесі, котрий починається на рівні місцевого відділу АКФ, продовжується на регіональних конференціях та завершується фіналом на Національному з'їзді АКФ. Незалежно від рівня, мета одна - постійне підвищення стандартів кулінарної довершеності у Сполучених Штатах, одночасно сприяючи товариськості та освітнім можливостям серед кулінарних фахівців. 
Одним із багатьох кулінарних змагань АКФ є "Кондитер року". Нагорода "Кондитер року" обирає кондитера, котрий продемонстрував захоплення своєю справою, має високомайстерну репутацію в сфері кондитерських виробів та допомагає іншим у навчанні, шляхом поширення досвіду та знань.  

## Американська кулінарна федерація: Фонд "Шеф енд Чайлд Фаундейшн"
Заснований у 1989 році Фонд "Шеф енд Чайлд Фаундейшн" прагне «сприяти, просувати, заохочувати та стимулювати розуміння правильного харчування в дошкільних закладах і початковій школі », а також боротися з дитячим ожирінням. Діти отримують фінансову допомогу, яку фонд надає іншим організаціям, котрі мають справу з дитячим харчуванням та причинами ожиріння. Вони також підтримують щорічний День Кухаря та Дитини, де відділи АКФ з усіх Сполучених Штатів беруть участь у місцевих та національних заходах для підтримки інтересів дітей.
Фонд Американської Кулінарної Федерації "Шеф енд Чайлд Фаундейшн інкорпорейтід", зосереджується на покращенні харчування дітей Америки в усіх економічних сегментах. Всі діти повинні навчитися готувати та вибирати здорову їжу. Особливо беручи до уваги дітей, які готують для своїх молодших братів і сестер, і навіть для себе та своїх батьків, коли ті на роботі. 

## Кулінарна команда Американської кулінарної федерації
Американська кулінарна команда АКФ, котра є проектом Американської кулінарної федерації, - це офіційна збірна Сполучених Штатів на великих національних та міжнародних кулінарних змаганнях. Кулінарна команда АКФ охоплює одну збірну з шістьма учасниками, дві регіональні команди з п'ятьма представниками та молодіжну команду з п'ятьма учасниками до 23 років. Регіональні команди, які вважаються допоміжними для національної команди, працюють із національною командою та допомагають їй, коли вона не здатна конкурувати. Кулінарна команда АКФ змагається у багатьох конкурсах, включаючи три великі міжнародні кулінарні змагання: Міжнародна виставка кулінарного мистецтва, також відома як "Кулінарна Олімпіада", Американське кулінарне змагання "Клесік" та Кулінарний чемпіонат світу.